# Llista de Marjan Šarec
La Llista de Marjan Šarec (en eslovè Lista Marjana Šarca, LMŠ) va ser un partit polític socioliberal d'Eslovènia. Va encapçalar el govern de coalició en minoria del mateix Marjan Šarec, que va esdevenir Primer Ministre fins al 2020, quan va anunciar la seva dimissió. A les eleccions de 2022 va perdre tota la seva representació, dissolent-se a favor del nou partit Moviment Llibertat.

## Història
Marjan Šarec, actor, periodista i polític eslovè, va ser candidat a l'alcaldia de Kamnik pel partit Eslovènia Positiva l'any 2010, sent segon a la primera volta i guanyà a la segona. En plena crisi del partit, Šarec va decidir presentar-se a un segon mandat al 2014 amb el seu propi partit, que anomenà Llista de Marjan Šarec - Endavant Kamnik. Durant bona part de la legislatura el partit va romandre local, però davant les eleccions presidencials de 2017 va decidir fer el salt a la política nacional, presentant-se com a candidat contra Borut Pahor. Tot i la posterior derrota, Šarec es va plantejar presentar-se a les eleccions legislatives de 2018, beneficiats per les enquestes d'opinió i el prestigi del candidat.
Finalment, el partit va obtenir el 12.6% dels vots i 13 escons, tot i la segona posició per darrere del SDS, van poder formar un govern de coalició en minoria amb els Socialdemòcrates, el Partit del Centre Modern, el Partit d'Alenka Bratušek, el Partit Democràtic dels Pensionistes i el suport extern d'Esquerra Unida. A les eleccions europees de l'any següent, el partit es va mantenir en bona posició guanyant el 15.6% dels vots i dos eurodiputats, que van formar part del grup Renovar Europa.
El 27 de gener de 2020, després de la dimissió del Ministre de Finances Andrej Bertoncelj, el propi Primer Ministre Marjan Šarec va presentar la seva renúncia, sent substituït pel tercer gabinet de Janez Janša amb el suport de la fins llavors oposició. A les eleccions de 2022, colpejats per la concentració de vot del nou partit Moviment Llibertat, van perdre tota la seva representació obtenint un 3.72% dels vots. Després de la catàstrofe, el partit va decidir dissoldre's per a entrar en el Moviment Llibertat.

## Resultats electorals

### Assemblea Nacional
| Any  | Líder        | Vots    | %          | Escons  | +/– | Govern             |
| ---- | ------------ | ------- | ---------- | ------- | --- | ------------------ |
| 2018 | Marjan Šarec | 112,250 | 12.60 (#2) | 13 / 90 | 13  | Coalició (2018–20) |
| 2018 | Marjan Šarec | 112,250 | 12.60 (#2) | 13 / 90 | 13  | Oposició (2020–22) |
| 2022 | Marjan Šarec | 44,401  | 3.72 (#6)  | 0 / 90  | 13  | Extraparlamentari  |

### Parlament Europeu
| Any  | Líder        | Vots   | %         | Escons | +/– | Grup PE        |
| ---- | ------------ | ------ | --------- | ------ | --- | -------------- |
| 2019 | Irena Joveva | 73,480 | 15.6 (#3) | 2 / 8  | 2   | Renovar Europa |

### Presidencials
| Any  | Candidat     | 1a volta | 1a volta    | 2a volta | 2a volta    | Resultat |
| Any  | Candidat     | Vots     | %           | Vots     | %           | Resultat |
| ---- | ------------ | -------- | ----------- | -------- | ----------- | -------- |
| 2017 | Marjan Šarec | 186,235  | 24,76 / 100 | 334,239  | 46,91 / 100 | Derrota  |